# Detlef Michel (Autor)

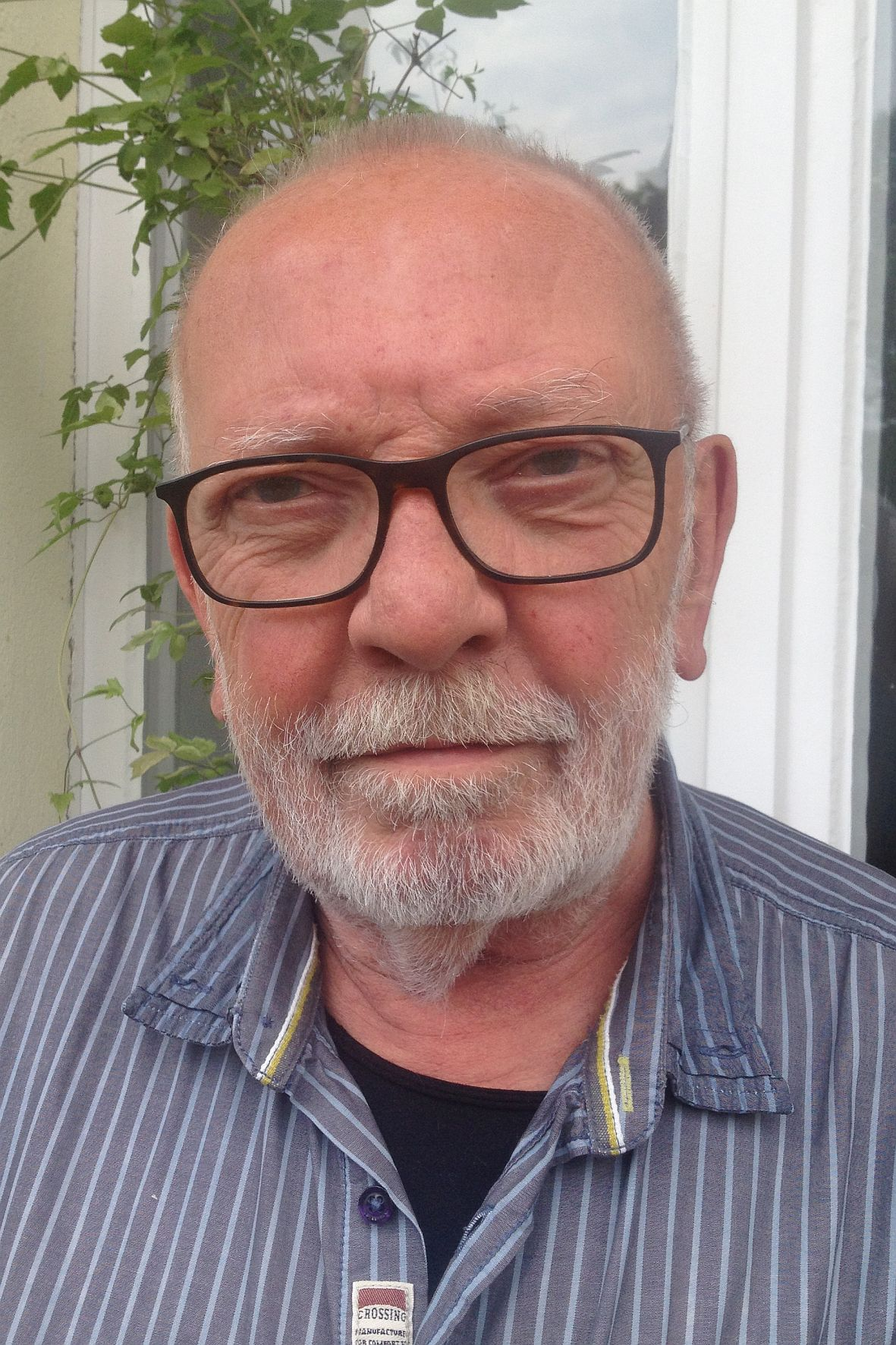
Detlef Michel 2019

Detlef Michel (* 26. Mai 1944 in Turckheim) ist ein deutscher Schriftsteller.

## Leben
Michel verbrachte die Kindheit in Berlin, die Jugendzeit in Braunschweig. Ab 1964 studierte er Germanistik, Soziologie und Psychologie in Tübingen, München und Berlin. In seiner Studienzeit war er Mitglied des SDS, nahm im Rahmen der Kritischen Universität an der Vorbereitung des Springer-Tribunals teil und gehörte anfänglich zur Kommune I. 1973 promovierte er zum Dr. phil. Von 1973 bis 1976 war er als Lehrbeauftragter an der Fachhochschule für Wirtschaft und an der Fachhochschule für Sozialarbeit und Sozialpädagogik in Berlin tätig. Von 1976 bis 1979 arbeitete er an der Universität Osnabrück, zunächst als Wissenschaftlicher Assistent, dann als Akademischer Rat. Von 1976 bis 1982 war er Mitherausgeber und Redakteur der Berliner Hefte. Zeitschrift für Kultur und Politik. Von 2001 bis 2002 lehrte er als Gastprofessor für Drehbuchschreiben am Deutschen Literaturinstitut Leipzig. Er war mit der Lektorin Kornelia Koronetz  (* 30. November 1957; † 11. Juni 2011) verheiratet.

1966–1970 schrieb Michel Texte für das Reichskabarett, 1975–1989 Stücke für das GRIPS-Theater.

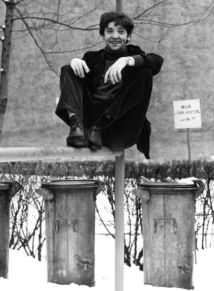
Detlef Michel 1967

Seit 1997 ist er Mitglied des PEN-Zentrums Deutschland und seit 2003 Mitglied der Deutschen Filmakademie. Er lebt als freier Schriftsteller in Berlin und ist mit der Sozialpädagogin und Bildhauerin Adriana Rupp (* 3. Mai 1958) verheiratet.

## Auszeichnungen
- 1975 – Brüder-Grimm-Preis des Landes Berlin für Das hältste ja im Kopf nicht aus
- 1989 – Publikumspreis der Theatergemeinde Berlin für Ab heute heißt du Sara
- 1992 – Deutscher Drehbuchpreis für Die Denunziantin
- 1998 – Nominierung Telestar für Reise in die Dunkelheit
- 2004 – Deutscher Fernsehpreis für Die Quittung
- 2005 – Nominierung Adolf-Grimme-Preis für Die Quittung
- 2008 – Bayerischer Fernsehpreis für Eine folgenschwere Affäre

## Werke
Theaterstücke
- Das hältste ja im Kopf nicht aus, 1975 (mit Volker Ludwig)
- Die schönste Zeit im Leben, 1978 (mit Volker Ludwig)
- Eine linke Geschichte, 1980 (mit Volker Ludwig)
- Alles Plastik, 1981 (mit Volker Ludwig)
- Ab heute heißt du Sara, 1989 (mit Volker Ludwig)
- Der letzte Wähler, 1989 (Songtexte von Volker Ludwig)

Drehbücher
- 1977: Der unanständige Profit
- 1981: Ein fliegender Berg (TV)
- 1985: Hart an der Grenze (TV)
- 1985: Tatort: Ordnung ist das halbe Sterben (TV)
- 1985: Tatort: Tod macht erfinderisch (TV)
- 1988: Fifty-Fifty
- 1988: Solo für Georg (TV)
- 1993: Die Denunziantin
- 1996: Der andere Wolanski (TV)
- 1996: Ende der Fahnenstange (TV)
- 1997: Reise in die Dunkelheit (TV)
- 1998: Der Rosenmörder (TV)
- 1998: Tödliches Alibi (TV)
- 2004: Die Quittung (TV)
- 2006: Schuld und Rache (TV)
- 2006: Kunstfehler (TV)
- 2007: Eine folgenschwere Affäre (TV)
- 2008: Mordgeständnis (TV)
- 2009: Böses Erwachen (TV)
- 2010: Ungesühnt (TV)
- 2011: Mord in bester Familie (TV)
- 2012: Trau niemals deiner Frau (TV)

 Belletristik (Auswahl)
- Geschichten aus einer Arbeiterpartei. In: Tintenfisch. Jahrbuch für Literatur. Hrsg. v. Michael Krüger u. Klaus Wagenbach. Nr. 7, 1974, S. 21ff.
- Der Professor. In: Tintenfisch. Jahrbuch für Literatur. Hrsg. v. Michael Krüger u. Klaus Wagenbach. Nr. 20, 1981, S. 43ff.
- Star War. Aus den Memoiren der Schauspielerin Sophie Herbst. In: Kursbuch, Hrsg. v. Karl Markus Michel u. Tilman Spengler, Nr. 70, Dezember 1982, S. 51ff.
- Kraut & Rüben. Geschichten aus einer auch schon wieder verschwundenen Welt. Mit Kritzeleien von Ulrich Enzensberger. Hamburg: Expeditionen, 2022. ISBN 978-3-947911-63-9

Artikel und  Aufsätze (Auswahl)
- Der Untergang der Bild-Zeitung. o. O., o. J. (Berlin 1968), SDS-Autorenkollektiv / Springer-Arbeitskreis der KU.
- Tendenzwende im Jugendtheater? In: Wolfgang Kolneder, Volker Ludwig, Klaus Wagenbach (Hrsg.), Das Grips Theater. Verlag Klaus Wagenbach, Berlin, 1979, S. 125ff.
- Widersprüche und Chance des Grips Theaters. Ebd. S. 175ff.
- Fehlleistungen. In: Berliner Hefte, Nr. 12, September 1979, 126f.
- Dossier: Kurzer Lehrgang über die Rettung der Menschheit. In: Berliner Hefte, Nr. 16, Juli 1980, S. 85ff. Zus. m. Heinz Dieter Kittsteiner.
- Mondlandung im Kassel. Vom alternativen Zirkus zur Sozialistischen Konferenz und zurück. In: ebd. S. 95ff.
- Laufbahnmaschen. In: Kursbuch, hrsg. v. Karl Markus Michel u. Tilman Spengler, Nr. 63, März 1981, S. 49ff.
- Maos Sonne über Mönchengladbach. Die Sehnsucht der Intellektuellen nach dem Einfachen. In: Eckhard Siepmann (Hrsg.), CheSchahShit. Die sechziger Jahre zwischen Cocktail und Molotow. Elefanten Press, Berlin 1984, S. 154ff.
- Linke Wendehälse – im Westen. „Sie hassen sich selbst“ – Über West-Intellektuelle und ihre Geschichte. Taz-Debatte um die DDR-Identität. In: Taz v. 13. Juli 1990, S. 10.
- Fehlblätter. Meine Akte (West). In: neue deutsche literatur. Monatsschrift für deutschsprachige Literatur und Kritik, H. 9, Sept. 1993, Berlin u. Weimar, S. 159 ff.
- Die Modernisierung des Bettelns. In: Freibeuter, hrsg. v. Klaus Wagenbach, Nr. 57, Oktober 1993, S. 147ff.
- Aus dem Reich der Untoten. In: Christiane Altenburg, Ingo Fließ (Hrsg.), Jenseits von Hollywood. Drehbuchautoren über ihre Kunst und ihr Handwerk. Essays und Gespräche. Verlag der Autoren, Frankfurt am Main, 2000, S. 66ff. ISBN 3-88661-225-2
- Das Reichskabarett in Westberlin. Auf der Suche nach dem Publikum. In: Andreas Beitin / Eckhart J. Gillen (Hrsg.): Flashes of the Future. Die Kunst der 68er oder die Macht der Ohnmächtigen. Bundeszentrale für politische Bildung, Bonn 2018, ISBN 978-3-8389-7172-8, S. 246–247.